# Call Level Interface
Das Call Level Interface (CLI) ist eine Datenbankschnittstellen-Spezifikation für den Zugriff auf relationale Datenbanken aus anderen Anwendungen heraus.
Bei konkreten Implementierungen des CLI handelt es sich um so genannte Middleware, mit deren Hilfe aus beliebigen Anwendungen auf beliebige Datenbanken zugegriffen werden kann. Ähnlich wie Gerätetreiber zum Ansteuern der Hardware wird die CLI-Implementierung zum Ansteuern von Datenbanken benötigt. Somit muss der Programmierer einer Anwendung den Funktionsumfang zum Ansprechen der Datenbank nicht für jedes Programm neu schreiben, sondern greift auf bestehende Module zurück. Die CLI-Implementierung bildet ebenfalls die Befehlssätze verschiedener Datenbanksysteme auf eine immer gleiche Funktionsbibliothek ab, so dass es für das Programm an sich unwichtig ist, mit welcher Datenbank es arbeitet. Das CLI hat also die Funktion eines Übersetzers, der Programmaufrufe in eine „Sprache“ übersetzt, die die Datenbank versteht und umgekehrt Daten, die von der Datenbank zurückgeliefert werden, so formatiert, dass sie vom Programm verarbeitet werden können.
Bekannte Programmierschnittstellen, die das CLI-Konzept umsetzen, sind Open Database Connectivity (ODBC) und Java Database Connectivity (JDBC).
Der CLI-Standard wurde Anfang 1990 von einem Konsortium aus Datenbankherstellern – der SQL Access Group – entwickelt und 1992 mit Microsofts ODBC erstmals umgesetzt. Die ISO- und ANSI-Standardisierung folgte 1993. Seit Ende 1994 wird der CLI-Standard von der X/Open-Gruppe weiterentwickelt, welche selbst im Konsortium The Open Group aufging.